# Idaea alyssumata
Idaea alyssumata is een vlinder uit de familie spanners (Geometridae). De wetenschappelijke naam is voor het eerst geldig gepubliceerd in 1871 door Millière.
De soort komt voor in Europa.